# Maurits Pico Diderik van Harinxma thoe Slooten
Maurits Pico Diderik van Harinxma thoe Slooten (Holwerd, 3 januari 1804 - Beetsterzwaag, 12 september 1876) was een Nederlandse grietman.

## Biografie
Van Harinxma thoe Slooten was een zoon van jhr. mr. Albertus van Harinxma thoe Slooten en zijn vrouw Anna barones van Sytzama. Hij werd geboren op de state Tjessens tussen Holwerd en Waaxens. Maurits was een lid van de adellijke Friese familie Van Harinxma thoe Slooten. In 1824 schreef hij zich in bij de Rijksuniversiteit Groningen en in 1830 zou hij promoveren tot meester in de rechten. In 1832 werd hij grietman van Smallingerland.
In 1841 kreeg hij het als grietman aan de stok met de plaatselijke bevolking van Drachten. Het luiden van de klokken van de Noorderbegraafplaats op zaterdagavond was namelijk een oud volksgebruik. Dit werd onder het mom van hoge onderhoudskosten verboden, maar waarschijnlijk kon de vrouw van de grietman het gelui van de klokken niet verdragen wegens haar zenuwhoofdpijn. Toen de jeugd de klokken toch ging luiden, werd er streng opgetreden. De spanningen liepen steeds hoger op en uiteindelijk kwam zelfs een boze menigte bijeen bij de woning van de grietman. Van Harinxma thoe Slooten verzocht gouverneur Maurits Pico Diederik van Sytzama, tevens zijn neef, om vijftig soldaten naar Drachten te sturen om de rust te bewaren. Dit werd onmiddellijk toegestaan. Het geheel liep uiteindelijk met een sisser af en er werden voorschriften voor het luiden van de klokken opgesteld. Van Harinxma thoe Slooten voelde zich echter niet meer veilig en diende zijn ontslag in. Zijn vrouw en kinderen woonden inmiddels al niet meer in Drachten.

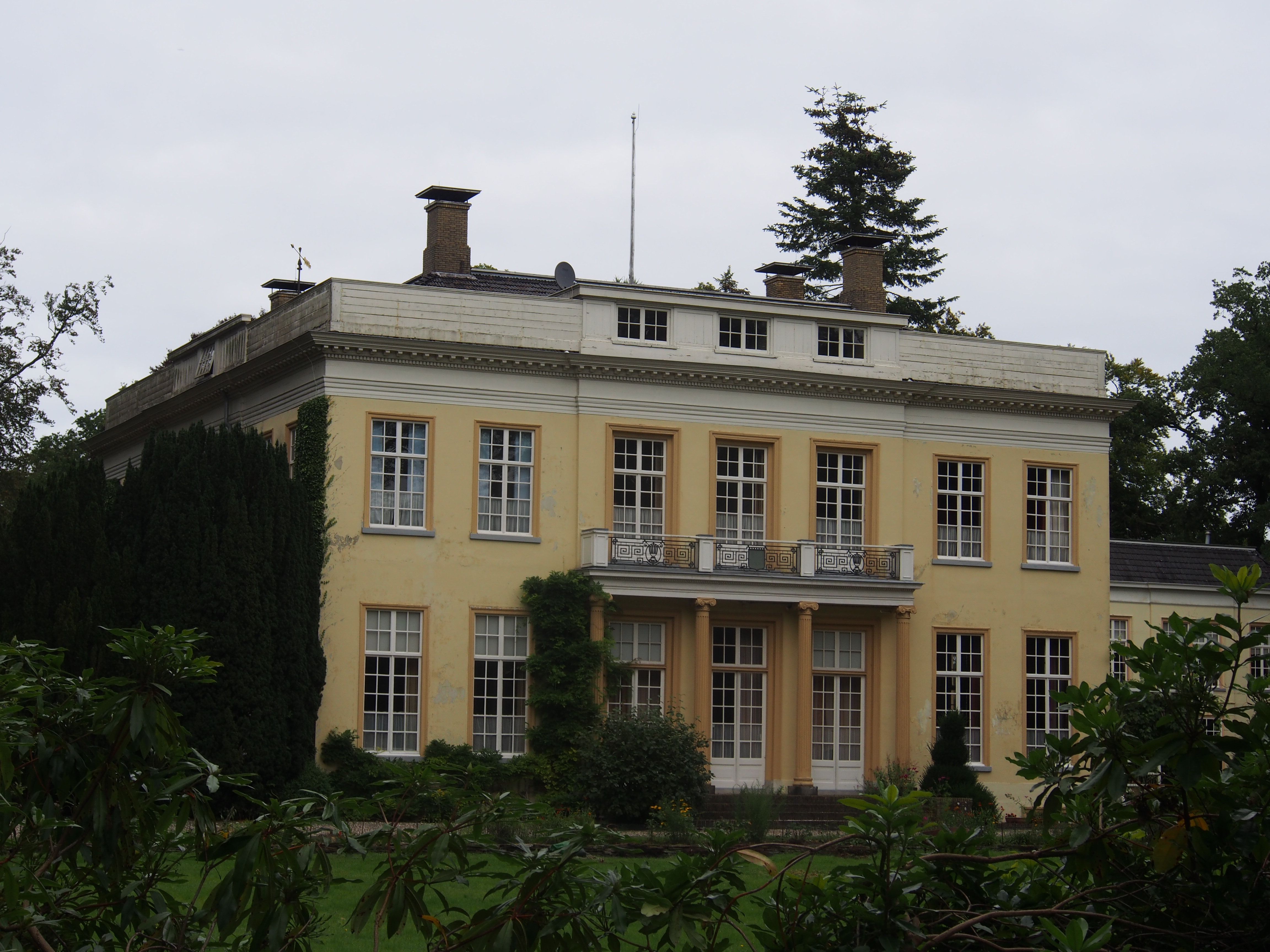
De Harinxmastate te Beetsterzwaag, gesticht door Van Harinxma thoe Slooten.

Vervolgens ging hij in Beetsterzwaag wonen waar zijn schoonfamilie veel bezit had. De woning die hij in 1837 in Drachten bouwde, liet hij in het geheel afbreken en in Beetsterzwaag weer opbouwen in 1843. Deze neoclassicistische Harinxmastate verrees op een perceel dat hij kocht van zijn schoonmoeder Eritia Ena Romelia barones van Lynden.
Van Harinxma thoe Slooten overleed in 1876 op 72-jarige leeftijd te Beetsterzwaag.

## Huwelijk en kinderen
Hij trouwde in 1835 met Clara Feyona van Eysinga (1812-1861) met wie hij vijf kinderen kreeg:
- Albertus baron van Harinxma thoe Slooten (1836-1881), trouwde in 1862 bij volmacht met Carolina Amalia von Clermont uit Mannheim, burgemeester van Opsterland en lid van provinciale staten.
- Mr. Binnert Philip baron van Harinxma thoe Slooten (1839-1923), trouwde in 1863 met zijn nicht Anna van Beyma, lid van provinciale staten en commissaris van de Koning in Friesland.
- Rijnhard baron van Harinxma thoe Slooten (1841-1928), trouwde in 1872 met Adriana Johanna Wilhelmina van Sytzama,
- Mr. Johan Sippo baron van Harinxma thoe Slooten (1848-1904), trouwde in 1874 met Anna Clara Electa Walburga barones Collot d'Escury, burgemeester van Leeuwarden en Den Haag.
- Een levenloos geboren kindje (1854).